# Ievheni Sakun
Ievheni Sakun (en ucraïnès: Євгеній Сакун; transliteració internacional: Yevhenii Sakun; 1973 – Kíiv, 1 de març de 2022)) va ser un periodista i càmera de televisió que va morir l'1 de març del 2022 a Kíev durant la invasió russa d'Ucraïna del 2022.
Va treballar per l'Agència EFE. En la cobertura informativa de la invasió rusa d'Ucraïna del 2022 va treballar com a càmera per a la televisió de Kiev Live TV. Va morir per l'atac amb bomba contra la torre de ràdio i televisió de Kiev, segons va informar en primera instància Reporters Sense Fronteres i va confirmar al Twitter la seva antiga companya de feina, la periodista Olga Tobariuk a través de les xarxes socials. Segons el servei Estatal d'Emergències d'Ucraïna, en l'atac on va perdre la vida el reporter van morir cinc persones i cinc més van resultar ferides. En concret, l'atac va ser a un edifici administratiu de quatre plantes del carrer Dorohozhytskaya. El seu cos va ser identificat per la seva credencial de premsa.